# Cesare Mariani (pittore)
Cesare Mariani (Roma, 13 gennaio 1826 – Roma, 21 febbraio 1901) è stato un pittore italiano.
Affreschista, allievo di Tommaso Minardi, accademico e presidente dell'Accademia di San Luca, fu attivo soprattutto a Roma ove lavorò in diverse chiese. Padre dell'archeologo Lucio, il nipote Valerio fu docente universitario, storico e critico d'arte.

## Biografia
Nato a Roma nel 1826, dopo aver frequentato, sin da giovanissimo, l'Accademia di San Luca, dal 1842 al 1850 seguì le lezioni del pittore Tommaso Minardi e nel 1850 partecipò per la prima volta con un suo quadro ad una mostra della Promotrice di Roma.
Alla fine degli anni cinquanta dell'Ottocento, Mariani iniziò la sua attività di affreschista in palazzi e chiese romane e del Lazio, estesa poi in Umbria Marche ed Abruzzo. In questo periodo lavorò alla serie Storie della vita di San Paolo nella basilica ostiense dedicata all'apostolo, ricostruita dopo il rovinoso incendio che l'aveva quasi completamente distrutta nell'estate del 1823
Nel 1863 fu nominato accademico di San Luca (ne assumerà la presidenza nel biennio 1888-1890), fu poi membro dell'Accademia di belle arti di Perugia, Firenze e altre città italiane.
Nel 1878 Mariani vinse il concorso per la realizzazione di un affresco (l'allegoria Uomini illustri del passato e del presente) nella volta della Sala della Maggioranza del Palazzo delle Finanze sede del ministero. Nella Sala si svolsero le prime riunioni del Consiglio dei ministri dopo il trasferimento della capitale da Firenze a Roma.
Fu insegnante di disegno del principe di Piemonte, futuro re Vittorio Emanuele III. Morì nella città natale, a settantacinque anni, nel 1901. Suo allievo fu Sigismondo Nardi.

### Opere principali
Tra i suoi numerosi lavori, oltre alle opere già citate - nella basilica di San Paolo fuori le mura e nel Palazzo delle Finanze - si segnalano gli affreschi realizzati nelle chiese romane di Santa Maria di Loreto, Santa Maria in Trastevere, San Giuseppe dei Falegnami, San Rocco all'Augusteo, Santa Lucia del Gonfalone. L'attività negli edifici religiosi della capitale si concluse nel 1887 con la realizzazione della tela I martiri giapponesi crocifissi a Nagasaki nel 1597 nella basilica di Sant'Antonio da Padova all'Esquilino.
Di particolare rilievo sono le sue opere nelle Marche e in Abruzzo: il vasto ciclo decorativo per il duomo di Sant'Emidio ad Ascoli Piceno, realizzato tra il 1884 ed il 1891 e le decorazioni del 1899 per il santuario di Santa Maria delle Grazie a Teramo per il quale fornì anche molti disegni architettonici.
Retrospettive dei suoi lavori furono realizzate nel Museo di Roma a Palazzo Braschi nel novembre-dicembre 1977 e alla Galleria Russo nel marzo-aprile 2001.